# Adam Higginbotham
Adam Higginbotham (Somerset, Anglaterra, 1968) és un periodista i escriptor angloestatunidenc. Ha escrit articles per a publicacions com The New Yorker, Wired, o Smithsonian.
Higginbotham va iniciar la seva carrera a mitjans londinencs, com The Sunday Telegraph, i vas ser editor en cap de la revista musical The Face. El 2006 va començar a escriure sobre l'accident de Txernòbil encàrrec de The Observer, fet que l'ha portat a especialitzar-se en aquesta catàstrofe i a publicar, l'any 2019, el llibre Midnight in Chernobyl. Ell llibre va ser considerat un dels deus millors llibres de no ficció d'aquell any pel The New York Times, i Higginbotham va guanyar el Premi William E. Colby 2020.